# José Ortigoza
José Ortigoza (Asunción, 1987. április 1. –) paraguayi válogatott labdarúgó.

## Nemzeti válogatott
A paraguayi válogatottban 6 mérkőzést játszott, melyeken 3 gólt szerzett.

## Statisztika
| Paraguayi válogatott | Paraguayi válogatott | Paraguayi válogatott |
| Időszak              | Mérk.                | gól                  |
| -------------------- | -------------------- | -------------------- |
| 2010                 | 3                    | 2                    |
| 2011                 | 0                    | 0                    |
| 2012                 | 2                    | 1                    |
| 2013                 | 0                    | 0                    |
| 2014                 | 0                    | 0                    |
| 2015                 | 1                    | 0                    |
| Összesen             | 6                    | 3                    |